# Selecció artificial

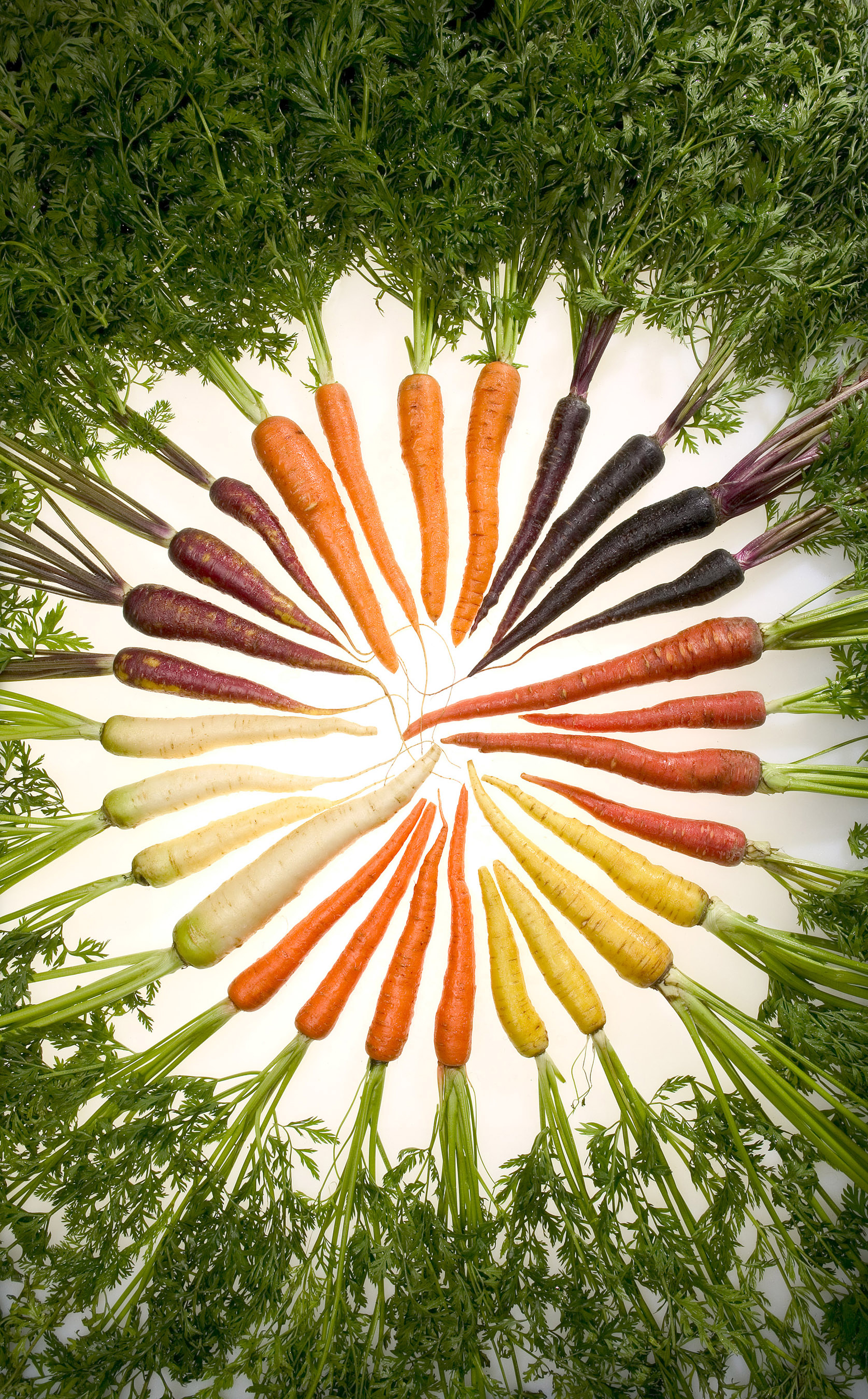
Pastanagues seleccionades artificialment per produir diferents colors

La selecció artificial és la cria intencionada de certs trets fenotípics o combinació de trets sobre d'altres. El terme va ser definit per en Charles Darwin en contrast al procés de la selecció natural, en el que la capacitat de propagar-se els trets depèn a les millores de la supervivència degudes a l'adaptació a l'hàbitat de l'organisme. La selecció artificial que produeix un empitjorament de l'espècie des del punt de vista humà és anomenada selecció negativa.

## Desenvolupament històric
La cria selectiva de plantes i animals es practica des de principis de la prehistòria; espècies clau com el blat, l'arròs i el gos s'han diferenciat significativament dels seus avantpassats salvatges durant mil·lennis, i el blat de moro, que requeria canvis especialment grans respecte a la teosinte, la seva forma salvatge, es va criar selectivament a Mesoamèrica. La cria selectiva va ser practicada pels romans. En tractats de fins a 2.000 anys d'antiguitat es donen consells sobre la selecció d'animals per a diferents fins, i en aquestes obres antigues se citen autoritats encara més antigues, com el Mago el cartaginès. La noció de cria selectiva va ser expressada posteriorment pel polímata musulmà persa Al-Biruni en el segle xi. Al seu llibre titulat India, que inclou diversos exemples, recull aquesta idea.
El pagès selecciona el blat de moro, deixant créixer tant com necessita i arrencant la resta. El silvicultor deixa les branques que considera excel·lents i talla totes les altres. Les abelles maten les de la seva espècie que només mengen, però no treballen al rusc. - Abu Rayhan Biruni, Índia
La cria selectiva va ser establerta com a pràctica científica per Robert Bakewell durant la revolució agrícola britànica del segle xviii. Es podria dir que el seu programa de cria més important va ser el de les ovelles. Utilitzant bestiar autòcton, va ser capaç de seleccionar ràpidament ovelles grans, però d'ossos fins i llana llarga i brillant. La raça Lincoln Longwool va ser millorada per Bakewell i, al seu torn, la Lincoln es va utilitzar per desenvolupar la raça posterior, anomenada New (o Dishley) Leicester. Mancava de banyes i tenia un cos quadrat i carnós amb línies superiors rectes.
Aquestes ovelles es van exportar molt, fins i tot a Austràlia i Amèrica del Nord, i han contribuït a nombroses races modernes, tot i que van caure ràpidament en desgràcia en canviar les preferències del mercat de la carn i el tèxtil. Les línies de sang d'aquestes New Leicester originals sobreviuen avui com Leicester anglesa (o Leicester Longwool), que es cria principalment per a la producció de llana.
Bakewell va ser també el primer a criar bestiar destinat principalment a la producció de carn. Anteriorment, el bestiar es criava sobretot per estirar l'arada com a bous, però ell va creuar vedelles de banyes llargues i un toro Westmoreland per crear finalment el Dishley Longhorn. A mesura que més i més grangers van seguir el seu exemple, els animals de granja van augmentar dràsticament de mida i qualitat. El 1700, el pes mitjà d'un toro venut per a l'escorxador era de 168 kg. El 1786, aquest pes s'havia més que duplicat fins a assolir 381 kg. No obstant això, després de la seva mort, el Dishley Longhorn va ser substituït per versions de banya curta.
També va criar el cavall Improved Black Cart, que més tard es convertiria en el cavall Shire.
El terme va ser originàriament encunyat per a Charles Darwin per il·lustrar la seva proposta d'un model més ample de la selecció natural. Es va adonar que diversos animals i plantes domesticades tenien propietats especials que van ser desenvolupades intencionadament per potenciar la cria dels individus amb característiques desitjables i desestimant els individus que els tenien menys desitjables.
Per molt lent que sigui el procés de selecció, si el feble home pot fer molt amb els seus poders de selecció artificial, no veig cap límit a la quantitat de canvis, a la bellesa ia la infinita complexitat de les coadaptacions entre tots els éssers orgànics, els uns amb els altres i amb les seves condicions físiques de vida, que es poden efectuar en el llarg curs del temps pel poder de selecció de la natura. - Charles Darwin, Sobre l'origen de les espècies
Som profundament ignorants de les causes que produeixen variacions lleugeres i sense importància; i ens n'adonem immediatament en reflexionar sobre les diferències en les races dels nostres animals domèstics a diferents països, especialment als països menys civilitzats on hi ha hagut molt poca selecció artificial. - Charles Darwin, Sobre l'origen de les espècies

## Contrast amb la selecció natural
La diferència entre les seleccions artificial i natural se centra en l'ambient que exerceix la pressió evolutiva. En essència, en la selecció artificial, el fitness està definida en part per la capacitat d'exhibir característiques seleccionables pels humans. Així doncs, com que sigui intencionadament o no, l'home exerceix una selecció de les seves característiques, la distribució dels seus trets canviarà.
Cal emfatitzar que no hi ha cap diferència real, des del punt de vista genètic, entre les seleccions natural i artificial, i que el concepte de selecció artificial va ser presentat com una il·lustració del procés més ample de la selecció natural. La selecció del procés és anomenat artificial quan les preferències i influències humanes tenen un efecte significatiu en l'evolució en una població o espècie particular. De fet, molts biòlegs evolutius veuen la domesticació com un tipus de selecció natural i canvi adaptatiu que ocorre en els organismes que estan sota el control humà.

## Tipus de selecció artificial
Depenent dels tipus de planificació emprada, es poden considerar dos tipus de selecció artificial: conscient, quan el pla de selecció està determinat clarament per endavant, i inconscient, quan aquest pla no està clarament predeterminat, sinó que sorgeix per preferències humanes no formalitzades.
Tot i que els seus resultats poden ser iguals, es poden distingir dos tipus de selecció artificial segons la metodologia emprada: quan s'afavoreix que es reprodueixin els exemplars amb característiques buscades (selecció positiva) o quan s'impedeix que es reprodueixin els exemplars amb característiques indesitjables.

## Ús en el laboratori
L'explotació deliberada del poder selectiu ha esdevingut comú en la biologia experimental, particularment en la microbiologia i la genètica. En una tècnica ubiqua en els laboratoris, en enginyeria genètica, els gens són introduïts en cèl·lules, normalment bacteris, a través de plasmidis, en una procés anomenat transfecció. El gen d'interès és acompanyat en un plasmidi per un gen reporter, o un marcador selectiu, que codifica un tret específic com per exemple una resistència a antibiòtic o l'habilitat per créixer en altes concentracions de sal. Així doncs, es pot fer créixer les cèl·lules en unes condicions que mataran les normals i permetran que prosperin les que expressin els gens del plasmidi. D'aquesta manera, l'expressió del gen reporter serveix com un senyal de què el gen d'interès també s'està expressant en les cèl·lules.
Una altra tècnica emprada en el desenvolupament de fàrmacs empra un procés de selecció iterativa anomenat Evolució Sistemàtica de Lligands per Enriquiment Exponencial per fer evolucionar fragments d'àcids nucleics a aptàmers capaços d'unir-se específicament a composts orgànics amb altes afinitats d'unió.
Estudis en la fisiologia evolutiva, genètica del comportament, i altres àrees de la biologia dels animals també han fet ús deliberat de la selecció artificial.

## Cria selectiva
La cria selectiva és una tècnica utilitzada en la ramaderia per criar animals domèstics, com ara gossos, coloms o bestiar boví. Alguns d'aquests animals tenen determinades qualitats que el criador vol conservar. Així doncs, el criador seleccionarà per criar els animals que tinguin aquesta qualitat, i no els que en manquin. Charles Darwin utilitzà l'exemple de cria selectiva per il·lustrar la seva teoria de la selecció natural.
Els creuaments dels animals i les plantes resulta en uns híbrids. El terme de cria selectiva és sinònim de la selecció artificial.

### En animals
Els animals amb una aparença homogènia, comportament altres característiques es coneixen com a races particulars i es fan deixant de banda alguns trets particulars i seleccionant-ne d'altres. Els animals de pura raça tenen una única raça reconeixible i els pures races amb llinatges registrats se'n diuen Pedigree. Les races creuades (crossbreeds) són una mescla de pures races, mentre que les races mesclades (mixed breeds)són una mescla de diferents races sovint desconegudes.
Tanmateix el cercar un sol tret per una raça pot ser problemàtic.
El fenomen observable del vigor híbrid està en contrast amb la noció de puresa de la raça. Tanamteix, el creuament indiscriminat d'animals pot resultar també en una degradació de la qualitat.

### En aqüicultura
La cria selectiva en aqüicultura té un gran potencial per a la millora genètica de peixos i crustacis. A diferència de la ramaderia terrestre, els beneficis potencials de la cria selectiva en aqüicultura no s'han materialitzat fins fa poc. Això és perquè l'elevada mortalitat va portar a la selecció de només uns pocs reproductors, causant depressió per endogàmia, cosa que va obligar a utilitzar reproductors salvatges. Això es va posar de manifest en els programes de cria selectiva en funció de la taxa de creixement, que van donar com a resultat un creixement lent i una mortalitat elevada.
El control del cicle de reproducció va ser una de les raons principals, ja que és un requisit per als programes de cria selectiva. La reproducció artificial no es va aconseguir a causa de les dificultats per incubar o alimentar algunes espècies de piscifactoria, com l'anguila i la cua groga. Se sospita que una de les raons associades a la tardana consecució de l'èxit als programes de cria selectiva en aqüicultura va ser l'educació de les persones implicades: investigadors, personal assessor i aqüicultors. La formació dels biòlegs de peixos feia menys atenció a la genètica quantitativa i als plans de cria.
Un motiu sospitat associat a la tardana realització de l'èxit en els programes de cria selectiva en aqüicultura va ser l'educació de les persones interessades: investigadors, personal assessor i piscicultors. L'educació dels biòlegs de peixos va prestar menys atenció a la genètica quantitativa i als plans de cria.
Una altra va ser el fracàs de la documentació dels guanys genètics en generacions successives. Això, alhora, va conduir al fracàs en la quantificació dels beneficis econòmics que produeixen els programes de cria selectiva d'èxit. La documentació dels canvis genètics es considerava important perquè ajudava a afinar futurs plans de selecció.

### Encreuament de plantes

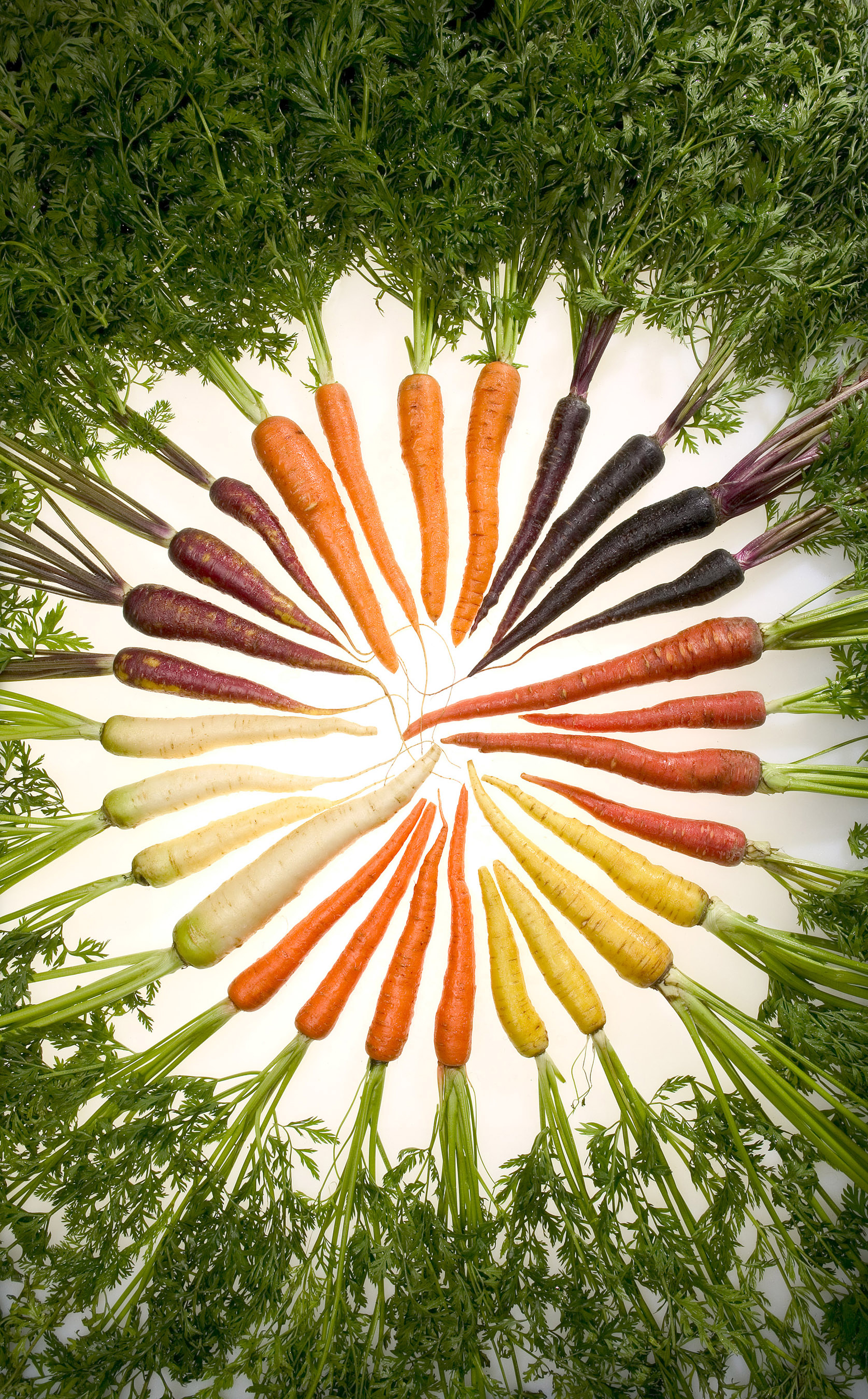
Investigadors del Departament d'Agricultura dels EUA han obtingut pastanagues de diferents colors.

L'obtenció de noves varietats de plantes s'ha fet des del Neolític, quan començà l'agricultura, domesticant les plantes silvestres en cultigens uniformes. Les varietats d'alt rendiment han tingut molta importància en agricultura.
El fitomillorament s'utilitza des de fa milers d'anys i va començar amb la domesticació de plantes silvestres per convertir-les en cultius agrícoles uniformes i predictibles. Les varietats d'alt rendiment han estat especialment importants a l'agricultura.
El fitomillorament selectiu també s'utilitza en investigació per produir animals transgènics que es reprodueixen "de veritat" (és a dir, són homozigòtics) per a gens inserits o eliminats artificialment.

## Avantatges i desavantatges
La cria selectiva és una manera directa de determinar si un tret específic pot evolucionar en resposta a la selecció. Un mètode de cria d'una generació no és tan precís ni directe. El procés és també més pràctic i fàcil d'entendre que l'anàlisi de germans. La cria selectiva és millor per a trets com la fisiologia i el comportament, que són difícils de mesurar, perquè requereix menys individus per provar que les proves d'una sola generació.
Aquest procés, però, té desavantatges. Atès que un únic experiment realitzat a la cria selectiva no es pot utilitzar per avaluar tot un grup de variants genètiques, s'han de fer experiments individuals per a cada tret individual. A més, a causa de la necessitat que els experiments de cria selectiva requereixin el manteniment dels organismes provats en un laboratori o hivernacle, és poc pràctic utilitzar aquest mètode de cria en molts organismes. Les instàncies d'aparellament controlat són difícils de fer en aquest cas i aquest és un component necessari de la cria selectiva.